# 윤성민
윤성민(尹誠敏, 1926년 10월 15일~2017년 11월 6일)은 대한민국의 군인, 정치인, 행정관료, 정무직공무원, 기업인이다.
12·12 군사 반란 당시 육군참모차장으로 육군의 정식 지휘계통에 있었으나, 우유부단한 처신으로 사태를 진압하지 못하였다.  
정승화 당시 육군참모총장 겸 계엄사령관의 군벌로 치부되던 그는 12.12 일 밤에 정승화가 신군부측에 의해 구감되자  최규하 대통령의 재가없이 육군본부 지휘부를 수도경비사령부로 옮겨 장태완과 함께 신군부와 다른축에서 행동했다. 
12.13 일 새벽 수도경비사령관실에서 수도경비사령부 헌병대장 신윤희에 의해 무장해제를 당하고, 국군보안사령부의 서빙고 분실로 연행되어갔으나, 같은날 새벽 보안사령관실에서 전두환, 유학성, 차규헌 등의 권유를 받아들여 육군 제1군사령관 직무대리에 보임되었으며 11일 후 1979년 12월 24일을 기하여 육군 제1군사령관직을 수락, 취임하였고, 1980년 5월 20일에는 육군 대장으로 진급했다. 
국가보위비상대책위원회 위원, 국방부 합동참모본부 의장을 거쳐 1982년부터 1986년까지 제23대 국방부 장관을 역임하였다. 
퇴임후에도 대한석유개발공사 이사장, 대한방직협회 회장, 현대정공 상임고문, 자민련 특임위원 등을 역임했다.  
2017년 11월 6일, 향년 92세를 일기로 고인이 되었다.

## 학력
- 순천고등보통학교 수료
- 문태고등보통학교 졸업
- 대한민국 육군사관학교 9기
- 대한민국 육군보병학교 초등군사반 졸업
- 미국 육군 보병학교 고등군사반 졸업
- 미국 육군 포병학교 고등군사반 졸업
- 대한민국 육군공병학교 고급지휘반 졸업
- 대한민국 육군기갑학교 고급지휘반 졸업
- 대한민국 육군대학 졸업
- 대한민국 국방대학교 행정학사 졸업
- 대한민국 국방대학원 행정학 석사 졸업
- 서울대학교 행정대학원 행정학 석사 졸업

## 미디어 매체
- 유성주 - 2023년 영화 《서울의 봄》[3]